# Республика Коспайя
Республика Коспайя — малое историческое государство на территории современной Италии, существовавшее с 1440 по 1826. Находилась в северной Умбрии, на территории современной фракции Коспайя в коммуне Сан-Джустино в провинции Перуджа.

## История
Республика Коспайя получила независимость в 1440 году, когда папа Евгений IV, втянутый в борьбу Флорентийским собором, продал территории Флорентийской республике. По ошибке, небольшой  участок земли не был включен в договоре, тогда его жители провозгласили независимость.
Коспайя была разделена между Папской областью и Великим герцогством Тосканским 5 мая 1826 года. Договор подписали четырнадцать членов Коспайи, в обмен на серебряную монету и разрешение на выращивание до полумиллиона табачных растений в год.

## Экономика
Коспайя была ранним центром производства табака в Италии, она использовала 25 гектар плодородной почвы для его выращивания. Церковь активно поощряла эту деятельность. 
Коспайя была единственным местом в Италии, которое не подчинялось папскому запрету на выращивание табака. Это обеспечило маленькому государству экономическое процветание благодаря монопольной торговле этим товаром.

## Правительство

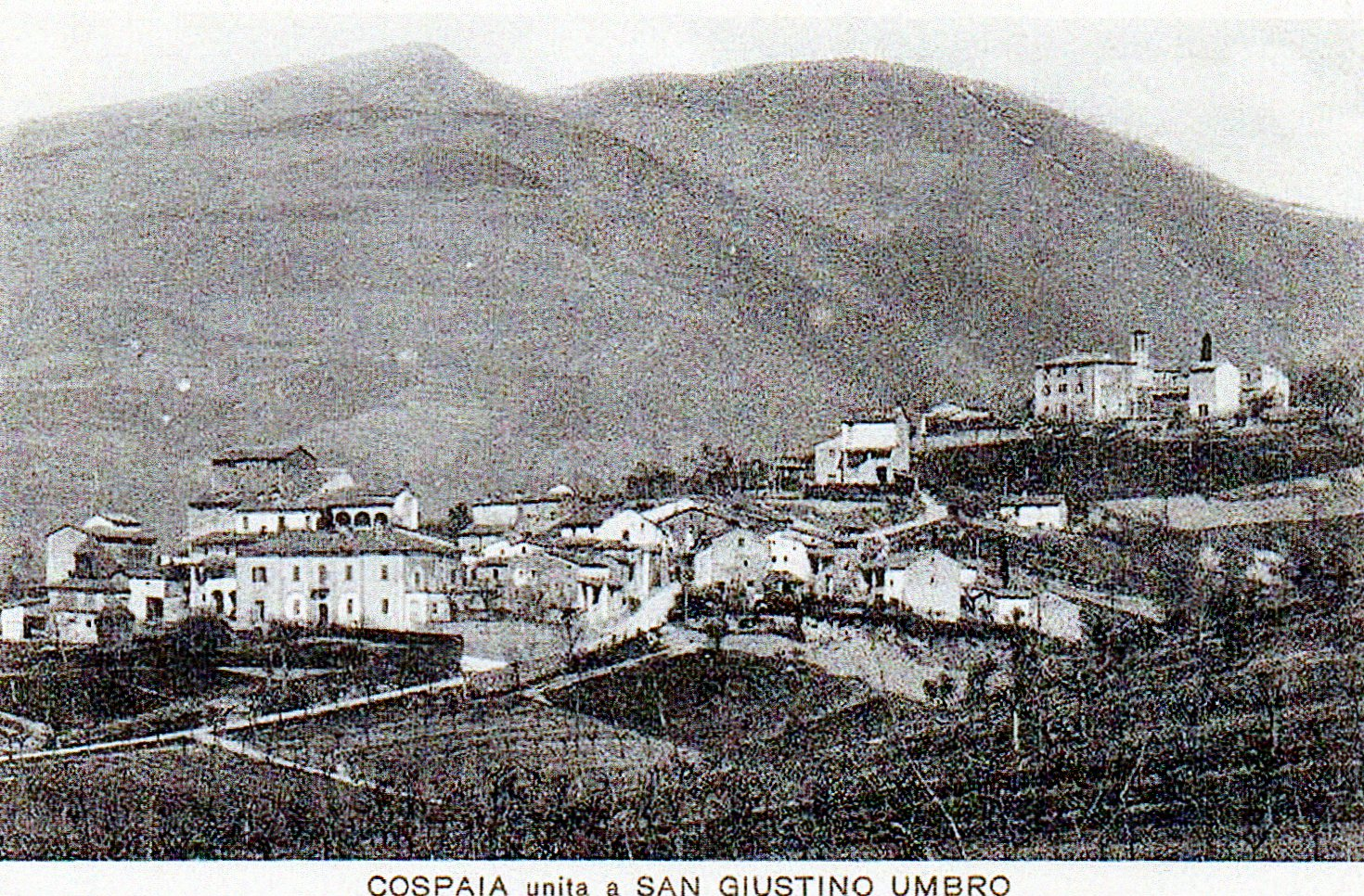

Республика Коспайя формально не имела правительства или государственной системы управления. Там не было ни тюрем, ни постоянной армии, ни полиции. Существовал совет старейшин и семья главы государства, использовавшие Церковь Благовещения как штаб-квартиру.